# True Story (filme)
True Story (br: A História Verdadeira) é um filme estadunidense de 2015, dirigido por Rupert Goold, baseado no livro de mesmo nome de Michael Finkel. O filme é estrelado por Jonah Hill, James Franco e Felicity Jones. O elenco também inclui Gretchen Mol, Betty Gilpin e John Sharian.
Franco interpreta Christian Longo, um homem da lista de procurados do FBI acusado de assassinar sua esposa e três filhos em Óregon. Ele se escondeu no México usando a identidade de Michael Finkel, jornalista interpretado por Hill. O filme estreou no Festival de Cinema de Sundance e foi lançado nos cinemas em 17 de abril de 2015.

## Elenco
- Jonah Hill ...Michael Finkel
- James Franco ...Christian Longo
- Felicity Jones ...Jill Barker
- Robert John Burke ...Greg Ganley
- Connor Kikot ...Zachary Longo
- Gretchen Mol ...Karen
- Betty Gilpin ...Cheryl
- John Sharian ...Sheriff
- Robert Stanton ...Jeffrey Gregg
- Maria Dizzia ...Mary Jane Longo
- Genevieve Angelson ...Tina Alvis
- Dana Eskelson ...Joy Longo
- Ethan Suplee ...Pat Frato
- Joel Garland ...Dan Pegg
- Rebecca Henderson ...Ellen Parks
- Charlotte Driscoll ...Sadie Longo
- Maryann Plunkett ...Maureen Duffy
- David Pittu ...Marcus Lickermann

## Produção

### Gravações
As gravações se iniciaram em março de 2013 em Warwick, Nova Iorque e na cidade de Nova York. Brad Pitt produziu, juntamente com vários outros, e a Fox Searchlight Pictures distribuiu.

## Recepção

### Recepção da crítica
True Story recebeu críticas mistas dos críticos de cinema. No Rotten Tomatoes, o filme tem uma classificação de 43%, com base em 159 reviews, com uma média de 5.4/10. O consenso crítico do site diz: "James Franco e Jonah Hill formam um casal assistível, mas True Story perde suas performances - e o interesse do espectador - em um filme confuso que estraga sua história baseada em fatos". No Metacritic, o filme tem uma média ponderada de 50 em 100, baseado em 40 críticas, indicando "críticas mistas ou médias".

### Prêmios e indicações
| Prêmio             | Categoria           | Indicado(s)    | Resultado | Ref(s) |
| ------------------ | ------------------- | -------------- | --------- | ------ |
| Teen Choice Awards | Melhor Ator: Drama  | James Franco   | Indicado  | [ 6 ]  |
| Teen Choice Awards | Melhor Ator: Drama  | Jonah Hill     | Indicado  | [ 6 ]  |
| Teen Choice Awards | Melhor Atriz: Drama | Felicity Jones | Indicado  | [ 6 ]  |